# Pfahlhaufen
Der Pfahlhaufen gilt als eine Einteilungsart der Weinberge. Als Maß sind zwei Varianten bekannt. Zum einen wird es als Flächeneinheit und zum anderen als Mengeneinheit verstanden. Die Erwähnung des Maßes in der Quellen-Literatur für diesen Artikel erfolgte bereits 1758.

## Flächeneinheit
Der Pfahlhaufen ist eine alte Maßeinheit aus dem Weinbau. Er bezeichnet eine Fläche von etwa 20 Schritt im Quadrat. Wenn auch der Schritt von Region zu Region unterschiedlich war, so ergibt sich bei einer ungefähren Länge von 75 cm eine Fläche von etwa 15 Metern im Quadrat, also ungefähr 225 m².
Die Anbindepfähle, an denen während der Reifezeit die Weinreben angebunden waren, einer so großen Grundfläche wurden jeweils zum Winter zu einem Haufen aufgeschichtet.
Ein Weinberg zu 100 Pfahlhaufen ist damit etwa 2,25 Hektar groß, das heißt, dass etwa 45 Pfahlhaufen einem Hektar Weinberg entsprechen.

## Mengeneinheit
Der Pfahlhaufen ist auch als Mengeneinheit eine Einteilungsart der Weinberge. Man errechnete die Menge Pfahlhaufen zwischen 6 und 10 Schock je nach Region, Bodengüte, Lage, Größe, Alter der Weinberganlage und/oder eingebautem Obst. Das Schock wird mit 60 Stück gerechnet. Diese Beurteilung der Weinberge (Weingarten) war entscheidend für die Pacht und für den Lohn der Leser (Erntehelfer). Nach der Anzahl der Pfahlhaufen wurde auch auf den Most- und Weinertrag geschlossen.
Variante für einen Weinberg
- 1 Pfahlhaufen = 6 Schock Weinstöcke
  - 70 Pfahlhaufen = 420 Schock Stöcke[1] = 25.200 Weinstöcke (errechn.)

Variante für einen Weinberg
- Normales Land: 1 Acker Land = 25 Pfahlhaufen zu 7 Schock = 175 Schock = 10500 Stöcke Wein
- Schlechtes Land = 15 Pfahlhaufen = 7000 Stöcke

Variante für einen Weinberg
- 1 Acker (Weinbergsfläche, sächs.) = 2 Morgen (sächs.) = 300 Quadratrute (Feldmesserrute) etwa 5534 Quadratmeter
  - guter Boden 25 Pfahlhaufen zu 7 Schock = 10500 Stöcke Wein
  - mittlerer Boden 20 Pfahlhaufen zu 7 Schock = 8400 Stöcke Wein
  - schlechter Boden 15 Pfahlhaufen zu 7 Schock = 6300 Stöcke Wein

Ertrag in einer Meißnischen Weinregion:
- 4 Pfahlhaufen zu 7 Schock = 1 Faß Most = 420 Kannen (Dresdener) = 4 Tonnen (Sachsen)
- 1 Pfahlhaufen zu 7 Schock = 1 Tonne Weinmost